# Monachather paradoxus
Monachather paradoxus är en gräsart som beskrevs av Ernst Gottlieb von Steudel. Monachather paradoxus ingår i släktet Monachather och familjen gräs. Inga underarter finns listade i Catalogue of Life.